# Seleukos I.

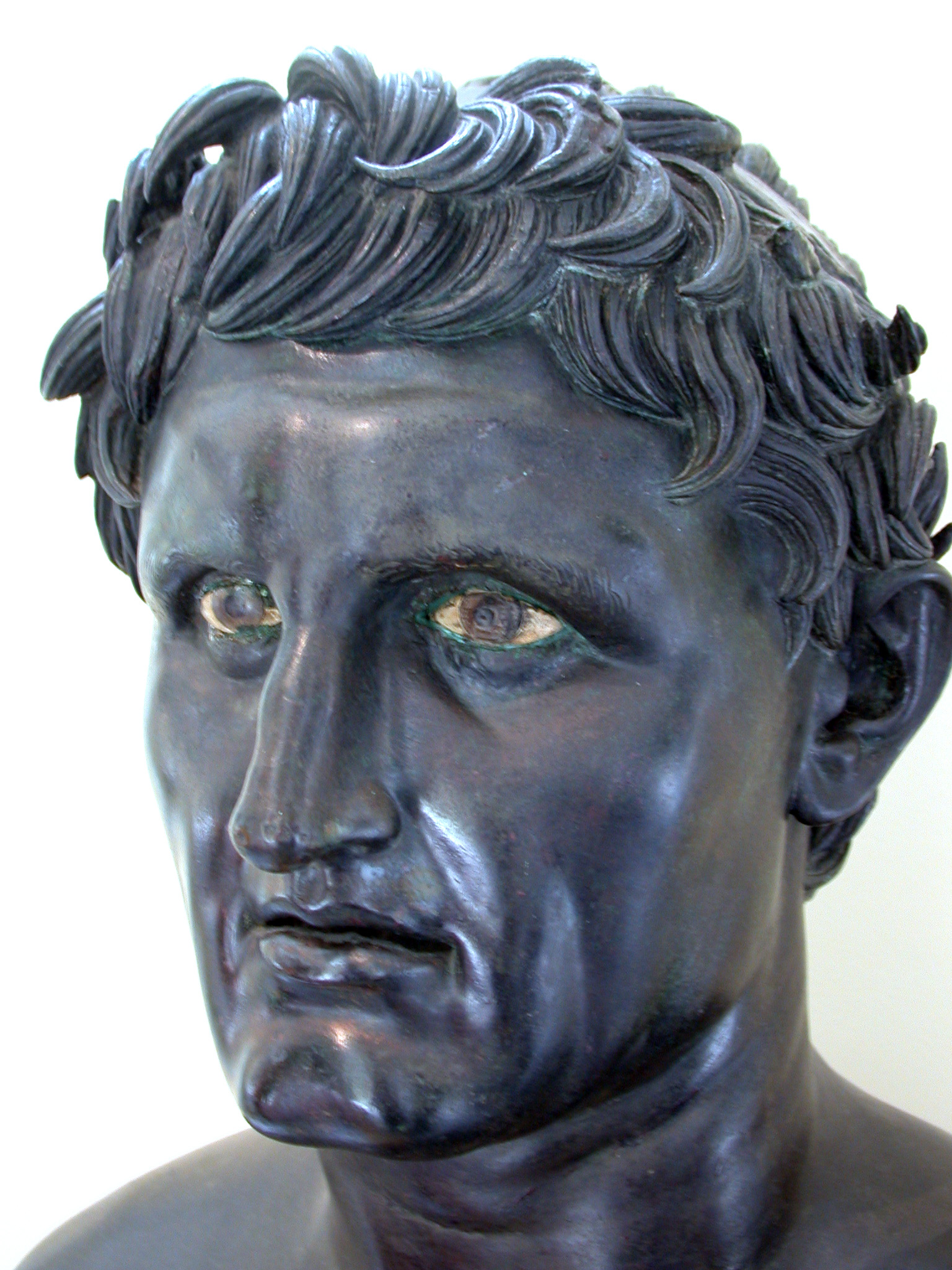
Büste des Seleukos (Neapel, Archäologisches Nationalmuseum)

Seleukos I. Nikator (altgriechisch Σέλευκος Νικάτωρ Séleukos Nikátōr, deutsch ‚der Siegreiche‘; * um 358 v. Chr.; † 281 v. Chr.) war makedonischer Feldherr unter Alexander dem Großen und später König des von ihm selbst gegründeten Seleukidenreiches. Seleukos war einer der Diadochen.

## Leben

### Aufstieg
Zwischen 358 und 354 v. Chr. wurde Seleukos in Makedonien als Sohn des makedonischen Generals Antiochos und der Laodike geboren. Sein Geburtsort war laut Stephanos von Byzanz eine nicht näher zu lokalisierende Stadt namens Oropos. Eine Zeitlang diente Seleukos vermutlich am Hof König Philipps II. von Makedonien als βασιλικοὶ παῖδες basilikoì paídes, eine Art Page. Als Hypaspist bestritt er den Asienfeldzug Alexanders des Großen, in dessen Verlauf er zum Befehlshaber der Hypaspistenleibwache und in die Reihen der Hetairoi aufstieg. In der Schlacht am Hydaspes 326 v. Chr. führte er seine Abteilung auf dem rechten Flügel der Makedonen gegen die Elefanten des Königs Poros.
Nach der Rückkehr aus Indien wurde Seleukos auf der Massenhochzeit von Susa 324 v. Chr. mit der sogdischen Adligen Apame, einer Tochter des einstigen Alexander-Gegenspielers Spitamenes, verheiratet. Dies sollte der einzige makedonisch-indigene Ehebund bleiben, der den Tod Alexanders überdauerte.

### Diadoche
Nach dem Tod Alexanders 323 v. Chr. in Babylon wurde Seleukos in der neuen „Babylonischen Reichsordnung“ zum Chiliarch (Hofmarschall) des Reichsregenten Perdikkas ernannt. Auf dessen Geheiß begleitete er den Griechen Eumenes von Kardia nach Kappadokien, um diesen bei der Bekämpfung des Ariarathes zu unterstützen. Anschließend zog Seleukos mit dem Reichsregenten nach Ägypten, um dort Ptolemaios niederzuwerfen. Nachdem allerdings 320 v. Chr. die Überquerung des Nils gescheitert war, verschwor er sich mit Antigenes und Peithon gegen Perdikkas, den sie in seinem Zelt töteten.
Auf der Konferenz von Triparadeisos erhielt Seleukos vom neuen Reichsregenten, Antipatros, die Satrapie über Babylon verliehen, der inoffiziellen Hauptstadt des Alexanderreichs. In den nächsten Jahren unterstützte er den Strategen von Asien, Antigonos Monophthalmos, im Kampf gegen Eumenes von Kardia, wobei Seleukos  auch persönliche Ambitionen verfolgt haben soll. Im Auftrag des Antigonos belagerte er 317 v. Chr. die Stadt Susa, die sich allerdings hartnäckig verteidigte. Erst nach dem Ende des Eumenes bei Gabiene ergab sich ihm die Stadt. 316 v. Chr. zog Antigonos in Susa ein, der die Satrapie über diese Stadt an einen Perser vergab. Seleukos hatte wohl darauf gehofft, dass ihm dieses Amt als Belohnung für seine geleisteten Dienste übertragen werde. Er erhob gegen diese Entscheidung zwar keinen Einwand, doch Antigonos erkannte dennoch in ihm einen potenziellen Unruhefaktor für seine Herrschaft in Asien. Als Seleukos einen hochstehenden General wegen eines beleidigenden Vorfalls zurechtwies, wurde er von Antigonos zur Klärung dieser Angelegenheit in dessen Feldlager befohlen. Seleukos befürchtete dort beseitigt zu werden, ähnlich wie kurz zuvor der für Antigonos zu mächtig gewordene Peithon, und entschloss sich daher im Frühjahr 316 v. Chr. zur Flucht an den Hof des Ptolemaios in Ägypten.
Nun im Dienst des Ptolemaios, beteiligte sich Seleukos im Krieg gegen Antigonos (dritter Diadochenkrieg) als Flottenadmiral im Ägäisraum. Dabei scheiterte er zunächst 314 v. Chr. bei der Belagerung von Erythrai, war dann aber an der erfolgreichen Eroberung Zyperns im folgenden Jahr beteiligt. Ende des Jahres 313 v. Chr. landete er im Verbund einer Flotte des Kassander auf der Insel Lemnos, brach aber kurz darauf die Belagerung von Myrina ab und kehrte nach Ägypten zurück.
Als Feldherr kämpfte Seleukos im Jahr 312 v. Chr. an der Seite Ptolemaios’ in der siegreichen Schlacht von Gaza gegen den jungen Demetrios I. Poliorketes. Auf der gegnerischen Seite fiel in diesem Kampf der Feldherr Peithon, der nach Seleukos’ Flucht von Antigonos zum Satrapen von Babylonien ernannt worden war.

### Beginn der seleukidischen Ära

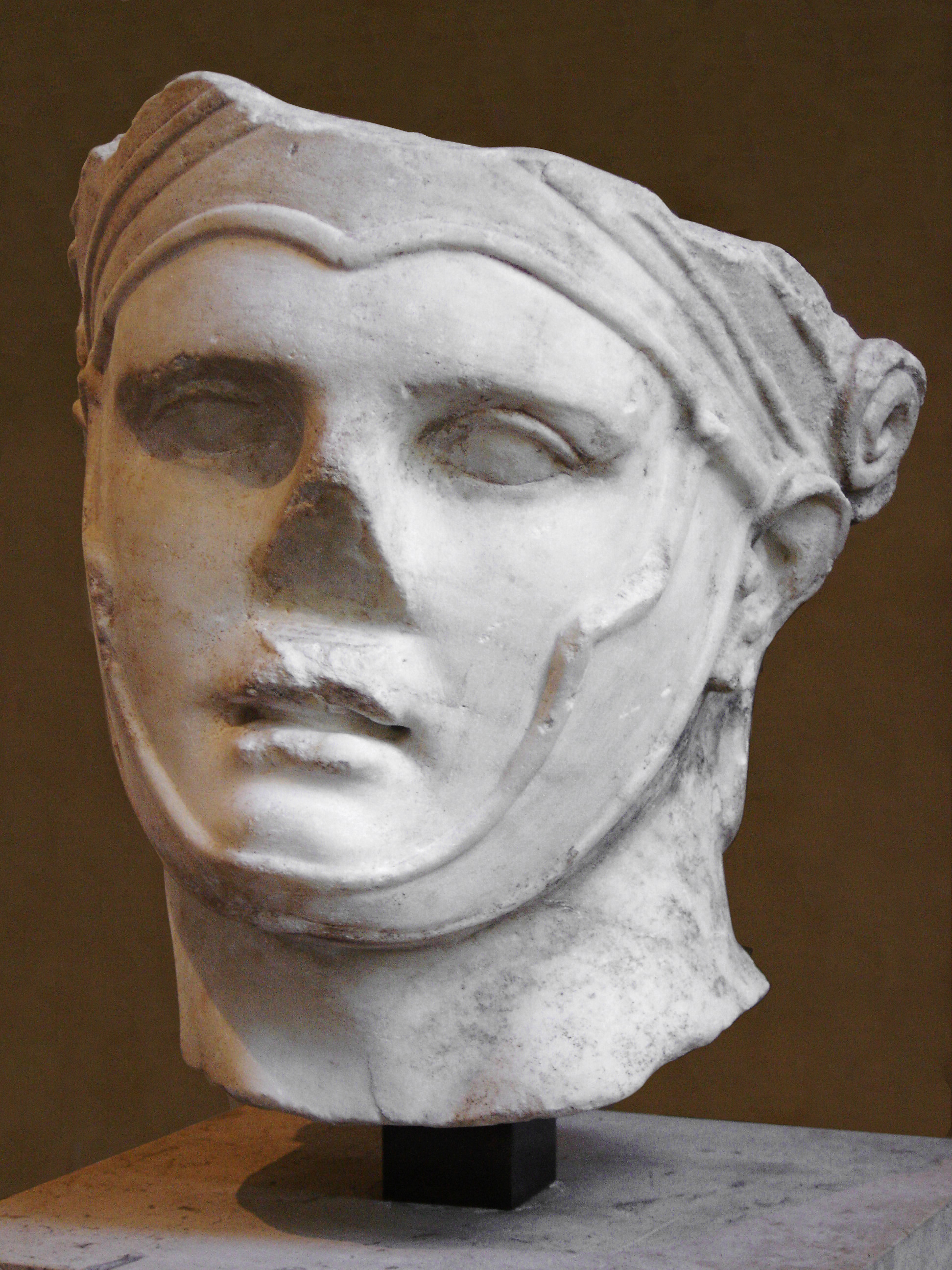
Büste des Seleukos (?) (Paris, Louvre Ma 3957)

Der Sieg bei Gaza stellte sich für Seleukos als richtungweisend heraus. Ptolemaios ergriff die Gelegenheit, eine zweite Front im Rücken Antigonos’ zu eröffnen, indem er Seleukos eine kleine Truppe bereitstellte, mit der er durch die syrische Wüste zog und nacheinander die Städte Mesopotamiens und schließlich Babylon unter seine Kontrolle brachte. Diesen Erfolg verteidigte er anschließend mit einem glänzenden Sieg am Tigrisufer über den Satrapen Nikanor. Damit hatte Seleukos seine Herrschaft in Babylon wiederhergestellt, das nun seine Ausgangsbasis zur Errichtung eines eigenen Reiches wurde. Zugleich beginnt mit dem Jahre 312/11 v. Chr. nach der gängigen historischen Zeitrechnung die seleukidische Ära.
Propagandistisch legitimierte Seleukos seine gewonnene Herrschaft durch eine Weissagung des Branchidai-Orakels von Didyma, die seine Herkunft vom Sonnengott Apollon verlautbarte. Um seine ideologische Nähe zu diesem Gott zusätzlich zu festigen, erstattete er das einst von Xerxes I. entwendete Bronzebildnis des Apollon an das Heiligtum zurück. Teil dieser Propaganda war vermutlich auch die ihm von einer späten Quelle zugeschriebene Schwester namens Didymeia, die wohl seine familiäre Verbindung zu dem Gott unterstreichen sollte.
Vom sogenannten Diadochenfrieden im Jahr 311 v. Chr. wurde Seleukos ausgeschlossen, da sich Antigonos mit dem Verlust Babylons nicht abfinden wollte. Trotz seiner zahlenmäßigen Unterlegenheit konnte sich Seleukos in dem nun folgenden Babylonischen Krieg gegen Antigonos behaupten. Obwohl er mit seinen Truppen bald wieder Babylon verließ, gelang es der Stadt, sich gegen zwei Belagerungen durch Antigonos und Demetrios zu verteidigen. Unterdessen eroberte Seleukos nacheinander Ekbatana, Susa und Persepolis. Im Jahr 309 v. Chr. gab Antigonos den Krieg auf und vereinbarte mit Seleukos wohl einen mündlichen Friedensvertrag, in dem er Seleukos’ Eroberungen anerkannte. Der mit Antigonos ausgehandelte Friede schloss vermutlich auch die Überlassung der östlichen Satrapien des Alexanderreichs an Seleukos mit ein. Nach dem Friedensschluss brach Seleukos jedenfalls zu einem mehrjährigen Aufenthalt in den Osten auf, wo ihn die lokalen Satrapen als ihren Oberherren anerkannten. An den Vorgängen im Westen hatte er in dieser Zeit keinen Anteil, nahm aber im Jahr der Könige (305 v. Chr.) ebenfalls den Königstitel an. In Indien schloss Seleukos 303 v. Chr. einen Frieden mit dem ersten Vertreter der Maurya-Dynastie, Chandragupta Maurya (griechisch Sandrokottos), indem er einen Teil seines Herrschaftsgebietes (Gedrosien, Arachosien, Gandhara und Paropamisaden) abtrat und im Gegenzug 500 Kriegselefanten erhielt.
Im Jahre 302 v. Chr. kehrte Seleukos in den Westen zurück, wo sich eine Entscheidung im Kampf der Diadochen gegen Antigonos Monophthalmos anbahnte. Er verbündete sich mit Lysimachos, mit dem er 301 v. Chr. in der entscheidenden Schlacht bei Ipsos gegen Antigonos siegte, der dabei getötet wurde. Seine aus Indien mitgeführten Elefanten erbrachten dabei einen entscheidenden Vorteil. Durch den Sieg konnte Seleukos seinen Machtbereich auf Zentralanatolien und Syrien ausdehnen, geriet aber nun mit seinem einstigen Freund Ptolemaios um den Besitz von Koilesyrien (heute Palästina) in Konflikt. Ptolemaios erhob auf dieses Land einen Anspruch, obwohl er selbst nicht an der Schlacht beteiligt war. Seleukos verbündete sich deshalb 300 v. Chr. mit Demetrios Poliorketes, dessen Tochter er heiratete, während sich Ptolemaios mit Lysimachos zusammenschloss. Auf diese Weise entstand für die nächsten Jahre ein Machtgleichgewicht in Asien, das einen größeren Krieg verhinderte. Der Streit um Syrien wurde aber nicht gelöst, was später die Ursache für die Syrischen Kriege zwischen Seleukiden und Ptolemäern legte.
Nach 297 v. Chr. bot sich Seleukos die Gelegenheit, sein Reich abzurunden, nachdem Demetrios nach Griechenland abgereist war, indem er dessen Besitz in Phönikien und Kilikien an sich riss. Er beherrschte nun den gesamten asiatischen Teil des ehemaligen Alexanderreichs, mit Ausnahme des westlichen Kleinasiens. Mittels zahlreicher Städtegründungen (siehe: Seleukia, Apameia, Antiochia) konsolidierte und stabilisierte er sein Königtum. In den neuen Städten ließen sich seine makedonischen Krieger und zugezogene griechische Siedler nieder. Das Herrschaftszentrum verlegte er aus seinem ursprünglichen mesopotamischen Raum nach Syrien mit der Hauptstadt Seleukeia Pieria. 288 v. Chr. schloss er eine Allianz mit Lysimachos, Ptolemaios und Pyrrhos I. gegen Demetrios wegen dessen großangelegten Rüstungsvorhaben zur Vorbereitung eines Angriffes auf Asien. Der Angriff fiel allerdings nicht so schwer aus wie erwartet, da sich das Heer des Demetrios in den Bergen Kilikiens aufrieb und teilweise zu Seleukos überging. 286 v. Chr. ergab sich ihm schließlich Demetrios.

### Tod
In den letzten Jahren seines Lebens geriet Seleukos in eine Auseinandersetzung mit Lysimachos. Dieser herrschte über Thrakien, das westliche Kleinasien sowie Makedonien und war imstande, auf Griechenland auszugreifen, womit er auch für Seleukos zunehmend zu mächtig wurde. Dabei kamen Seleukos aber die Streitigkeiten in der Familie des Lysimachos zugute. Nachdem dieser auf Anstiftung seiner zweiten Frau 283 v. Chr. seinen Sohn hatte hinrichten lassen, nahm dies Seleukos als Vorwand, um einen Krieg zu beginnen. Er siegte 281 v. Chr. in der Schlacht bei Kurupedion über Lysimachos, der dabei getötet wurde, und konnte so das gesamte Kleinasien seinem Reich einverleiben.
Seleukos entschloss sich nun, bereits weit über siebzigjährig, in seine makedonische Heimat zurückzukehren, die er fünfzig Jahre zuvor mit Alexander verlassen hatte, um dort als König zu sterben. Er überließ seinem ältesten Sohn Antiochos I. das asiatische Reich und überquerte den Hellespont nach Europa. Kurz darauf aber fiel er bei Lysimacheia einem Attentat des ehrgeizigen Ptolemaios Keraunos zum Opfer. Der Statthalter in Pergamon, Philetairos, erwarb Seleukos’ Leichnam gegen eine hohe Summe und überließ seine Asche Antiochos,  welcher seinen Vater in einem Nicatoreum genannten Mausoleum in Seleukia Pieria beisetzen ließ.
Mit Seleukos starb der letzte Diadoche. Das von ihm begründete und nach ihm benannte Reich führte er zu seiner größten Ausdehnung. Nach seinem Tod war es einem lange anhaltenden Zerfallsprozess ausgesetzt, der nie langfristig aufgehalten werden konnte und schließlich mit der Einverleibung des verbliebenen Territoriums in das Römische Reich im Jahr 63 v. Chr. endete.

## Ehen und Nachkommen
- 1. ⚭ 324 v. Chr. mit Apame, eine Tochter des persischen Fürsten Spitamenes
  - Antiochos I. (* 324 v. Chr.; † 261 v. Chr.), König des Seleukidenreichs
  - Laodike und Apama, eine von beiden soll mit dem indischen König Chandragupta (Sandrokottos) verheiratet worden sein[8]
  - Achaios der Ältere (Filiation umstritten)
- 2. ⚭ 300 v. Chr. mit Stratonike I., einer Tochter des Demetrios I. Poliorketes
  - Phila (* um 295 v. Chr.; † 240 v. Chr.), ⚭ 275 v. Chr. mit ihrem Onkel, Antigonos II. Gonatas